# Janasadharan
Janasadharan è un giornale indiano di lingua assamese diffuso nello stato dell'Assam.
Nato nel 2003, l'attuale direttore è Sivanath Barman.